# Rudgea crassiloba
Rudgea crassiloba là một loài thực vật có hoa trong họ Thiến thảo. Loài này được (Benth.) B.L.Rob. miêu tả khoa học đầu tiên năm 1910.